# Peter Bush
Peter J. Bush (* 27. Oktober 1967 in Bradford-on-Avon) ist ein englischer Badmintonspieler. 

## Karriere
Peter Bush wurde 1986 englischer Juniorenmeister im Herreneinzel. 1992 siegte er bei den Hungarian International und gewann am Ende der Saison den gesamten EBU Circuit. 1994 war er bei den Mauritius International erfolgreich. 1991, 1993 und 1995 nahm er an den Badminton-Weltmeisterschaften teil.

## Sportliche Erfolge
| Saison    | Veranstaltung                             | Disziplin    | Platz | Name       |
| --------- | ----------------------------------------- | ------------ | ----- | ---------- |
| 1986      | England: Einzelmeisterschaft der Junioren | Herreneinzel | 1     | Peter Bush |
| 1992      | Hungarian International                   | Herreneinzel | 1     | Peter Bush |
| 1992/1993 | EBU Circuit                               | Herreneinzel | 1     | Peter Bush |
| 1994      | Mauritius International                   | Herreneinzel | 1     | Peter Bush |